# Tarbuttyt
Tarbuttyt – minerał należący do gromady fosforanów, grupy lazulitu. Należy do grupy minerałów rzadkich.
Nazwany na cześć Percy’ego Coventry’ego Tarbutta, dyrektora firmy „Broken Hill Exploration”, który jako pierwszy znalazł jego egzemplarze w Broken Hill (obecnie Kabwe) w Zambii w 1907 roku.

## Właściwości
Krystalizuje w układzie trójskośnym. Kryształy wykształcone są w postaci krótkich słupów, o pokroju grubotabliczkowym i krótkopryzmatycznym. Występuje w skupieniach zbitych i naskorupieniach. Jest minerałem kruchym, przezroczystym do przeświecającego. Posiada szklisty i perłowy połysk oraz białą rysę. 

## Występowanie
Spotykany jest w górnej strefie utleniania kruszców cynku. Powstaje w wyniku działania roztworów zasobnych w P
2O
5 na hemimorfit. Towarzyszą mu scholzyt, hemimorfit, smithsonit, limonit, piromorfit, hydrocynkit, hopeit, goethyt i kalcyt.
Tarbuttyt występuje w Australii, Namibii i Zambii.